# IC 4000
IC 4000 — галактика типу C (компактна галактика) у сузір'ї Гончі Пси.
Цей об'єкт міститься в оригінальній редакції індексного каталогу.